# البهائية في مصر
البهائية هي إحدى الديانات التوحيدية، أسسها حسين علي النوري المعروف باسم بهاء الله في إيران في القرن التاسع عشر. يرجع تاريخ البهائية في مصر إلى عام 1868 حين توقفت «في ميناء الإسكندرية السفينة التي كانت تقل بهاء الله إلى منفاه الأخير في مدينة عكاء. ومنذ هذه الأوقات الأولى بدأ المصريون في اعتناق الدين البهائي. وفي سبتمبر 1910 قام عبد البهاء عباس  بزيارة مدينة بورسعيد وأقام فيها شهراً عزم بعده على الإبحار من بورسعيد إلى أوروبا، إلا أن توعك صحته اضطره لتأجيل رحلته فتوقف في الإسكندرية وأقام فيها عاماً كاملاً. وعاد عبد البهاء إلى مصر مرة أخرى في ديسمبر 1911 وقضى فصل الشتاء في الإسكندرية ثم غادرها إلى نيويورك في مارس 1912. وبعد جولته في أوروبا وصل إلى بورسعيد مرة أخرى في يونيو 1913 حيث انتقل بعدها إلى الإسكندرية وبقي في ضاحية الرملة حتى الثاني من ديسمبر 1913. ومن الجدير بالذكر أن مصر كانت أول دولة في العالم تعلن استقلال الدين البهائي قانونياً بحكم قضائي في العاشر من شهر مايو سنة 1925 تم فيه الإعلان أن البهائية عقيدة قائمة بذاتها ومستقلة عن الإسلام كإستقلال الإسلام عن المسيحية واستقلال المسيحية عن اليهودية. تأسس المحفل الروحاني المحلي للبهائيين في الإسكندرية عام 1924، وتم تشكيل المحفل الروحاني المركزي لمصر والسودان عام 1928 وتم الاعتراف به من قبل الحكومة المصرية في عام 1934.»
البهائية دين عالمي مستقل يسعى أتباعه إلى تحقيق السلام العالمي ووحدة الجنس البشرى من خلال تعزيز المبادئ التى نادى بها بهاء الله مثل المساواة الكاملة بين المرأة والرجل ، والقضاء على جميع أشكال التعصب ، القضاء على أقصى درجات الغنى والفقر كأساس لاقتصاد عالمي ، والتعليم الشامل لتحقيق نظام عالمي يحقق الأمن والإزدهارللعالم.  تختلف التقديرات بشكل كبير بالنسبة لأعداد البهائيين في مصر - من عدة مئات إلى أكثر من خمسة آلاف- هناك ما يقرب من 170000 في الولايات المتحدة ، وأكثر من 300000 في إيران (أكبر أقلية دينية غير مسلمة في البلاد) ، وما لا يقل عن مليوني شخص في الهند (إلى حد بعيد أكبر تجمع في بلد واحد) ، وما يقرب من ستة ملايين في جميع أنحاء العالم. اليوم ، يتم تأسيس المجتمعات البهائية عالميًا ويتم الاعتراف بها كمجتمع ديني مستقل في معظم دول العالم ، باستثناء عدد من الدول العربية وذات الغالبية المسلمة ، بما في ذلك مصر حيث تستمر أشكال مختلفة من التمييز.
لا توجد تقديرات رسمية حول عدد البهائيين في مصر، حيث تعتبر البهائية في مصر ديانة غير معترف بها رسميًا برغم صدور حكم محكمة بِبا الشرعية للاستئناف سنة 1925م يقضي بأن البهائية دين جديد مستقل بذاته، فقد"صدر حكم محكمة بِبَا الشّرعيّة للاستئناف وفتواها في العاشر من أيّار سنة 1925م، وصادقت عليه الدّوائر الدّينيّة العليا في القاهرة وعدَّته حكمًا نهائيًّا، وطبعته الدّوائر الإسلاميّة نفسها ونشرته. وقد قضى بفسخ عقود الزّواج الّتي عقدها هؤلاء البهائيّون الثّلاثة... وبعد أن فصّل الحكم القول في عقائد الإسلام الأساسيّة وأحكامه، وعرض التّعاليم البهائيّة عرضًا وافيًا معزَّزًا بأقوال مختلفة من الكتاب الأقدس ومن كتابات عبد البهاء وميرزا أبي الفضل وأشار إشارة خاصَّة إلى بعض الشّرائع البهائيّة، وبيّن أنَّ المدَّعى عليهم قد ارتدّوا فعلاً، على ضوء هذه المعلومات، عن دين الإسلام أعلن منطوقه الرّسمي في لغة لا تقبل أيّ لبس ولا أيّ غموض فقال: "إنّ البهائيّة دين جديد قائم بذاته له عقائد وأصول وأحكام خاصّة تغاير وتناقض عقائد وأصول وأحكام الدّين الإسلاميّ تناقضًا تامًّا، فلا يقال للبهائيّ مسلم ولا العكس، كما لا يقال للبوذيّ أو البرهميّ أو المسيحيّ مسلم ولا العكس".
لكن على الصعيد القانوني فان البهائية كانوا قادرين على تأسيس مراكز ومحافل لهم حتى صدور قرار جمهوري سنة 1960 يحمل رقم 263 يقضي بإغلاق كافة المحافل والمراكز البهائية، عقب دعوى جنائية اتهم فيها بعض الأفراد بنشر الدعوى البهائية في مصر، مر البهائيون بعد هذا الإعلان بسنوات عجاف وعانى أتباع هذه الديانة من الاعتقال وواجهوا أيضا معوقات كبيرة في أوراق الأحوال المدنية وكان حصول البهائيين عام 2009 على شهادات ميلاد تحمل علامة "-" مكان خانة الديانة بمثابة إنجازا لأبناء الديانة. اصدر الأزهر عدة فتاوي لتوضيح موقفه من البهائية وانتهت إلى تكفير كل من يعتنق فكرها المعتقدات البهائية والبابية والقريانية وأكدت تحريم اعتناق أفكارها. وفي عام 2013 وفي سابقة هي الأولى في التاريخ المصري قامت لجنة صياغة الدستور المصري بتقديم دعوة رسمية لوفد من البهائيين للاستماع إلى مطالبهم لضمان حقوقهم في الدستور.

## تاريخ دخول البهائية الى مصر
كان ميرزا حيدر علي في عهد إسماعيل باشا من أوائل الرواد البهائيين الذين أتوا إلى مصر عام 1867، تم القبض على عليه ونفي إلى السودان لمدة 12 عامًا فور دخوله مصر. كان البهائيون الأوائل الآخرون في مصر هم الحاج باقر الكاشاني والسيد حسين الكاشاني الذين أقاموا في مصر خلال الفترة التي كان حضرة بهاءالله في أدرنة،ومن أوائل البهائيين الآخرين الحاج حسن خراساني الذي كان يعقد اجتماعات أسبوعية في منزله.                                    غادر بهاءالله وعائلته أدرنة في ١٢ أغسطس ١٨٦٨ وبعد رحلة برية وبحرية عبر جاليبولي ووصل مصرثم إلى عكا في ٣١ أغسطس ، وتم احتجازهم في ثكنات القلعة في المدينة منذ ذلك الحين ، أمضى العديد من البهائيين المعروفين وقتًا في مصر . قام نبيل الأعظم بعدة رحلات نيابة عن حضرة بهاءالله وسجن في مصر عام 1868. كان روبرت فيلكين في مصر حوالي ثمانينيات القرن التاسع عشر ونشر عددًا من الكتب - ثم آمن بالدين البهائى لاحقًا ، وفي عام 1892 انطلق اثنان من البهائيين الذين يعيشون في مصر إلى الغرب بهدف نشر الدين وكانا أول البهائيين الذين دخلوا الولايات المتحدة حيث تبعهم أول مؤمنى الدين في عام 1894.                              
[1]الأخبار البهائية (37): 8. يناير 1930. -
[2]- الأخبار البهائية (38): 3. فبراير 1930.
[3] - Balyuzi ، H.M. (1985). البهائيين البارزين في زمن حضرة بهاءالله. صحافة كاميلوت المحدودة ، ساوثهامبتون. ص 268 - 270

## اسهامات بهائيين مصريين في الفنون والآداب

### حسين بيكار
فنان تشكيلي متميز ينتمي إلى الجيل الثاني من الفنانين المصريين. وهو صاحب بصيرة نافذة، وذوق رفيع، أحب الموسيقي منذ نعومة أظافره، كما كتب رباعيات وخماسيات زجلية تمتلئ حكمة وبلاغة، ظل معطاء طوال حياته، ومعلما للكثير من الأجيال. وهو صاحب مدرسة للفن الصحفي وصحافة الأطفال بصفة خاصة، ورائدها في مصر. له أسلوب بسيط واضح ارتفع بمستوى الرسم الصحفي ليقترب من العمل الفني، أما لوحاته الزيتية فتتميز بمستواها الرفيع في التكوين والتلوين وقوة التعبير، فهو فنان حساس، وناقد فني شاعري الأسلوب.
في يوم 2 يناير 2017، احتفل جوجل بيوم ميلاده لما له من إبداعات فنية وأدبية؛ فقد أحب بيكار الموسيقى منذ صباه، وكتب أشعار زجلية بها حكم، وتدعو إلى التعايش المشترك والسلم الاجتماعي، كما كان لإمتلاك بيكار لأسلوب بسيط وسلس بطابعه الخاص هو ما جعله رائداً لصحافة الأطفال بشكل خاص، وصاحب مدرسة للفن الصحفي بشكل عام.
ورغم كونه أحد أيقونات الفنّ الرفيع في مصر والعالم، إلا أنه زج به في السجن في عام 1985 مع آخرين لاعتناقهم البهائية، وبعد الإفراج عنهم، شن الإعلام المصري حملة للهجوم على بيكار بسبب عقيدته وتم وقف مشروع إنتاج فيلم سينمائي يحكي عن حياته الفنية والإنجازات التي حققها. توفي بيكار في عام 2002.

### سمية رمضان
سمية رمضان أكاديمية ومترجمة وكاتبة مصرية. حصلت على جائزة نجيب محفوظ للرواية العربية سنة 2001 عن روايتها أوراق النرجس (Leaves of Narcissus) التي ترجمتها إلى الإنجليزية مارلين بوث ونشرها قسم النشر بالجامعة الأمريكية. ولدت سمية رمضان في القاهرة سنة 1951، ودرست اللغة الإنجليزية بجامعة القاهرة، ثم حصلت على درجة الدكتوراه في اللغة الإنجليزية من ترينيتي كوليج في دبلن.  خلال مسيرة حياتها اعتنقت البهائية. وترجمت العديد من الأعمال الأدبية، من بينها رواية فرجينيا وولف "غرفة تخص المرء وحده.

## وصلات خارجية
- الموقع الرسمي للبهائيين في مصر